# 「華人與狗不得入內」告示牌

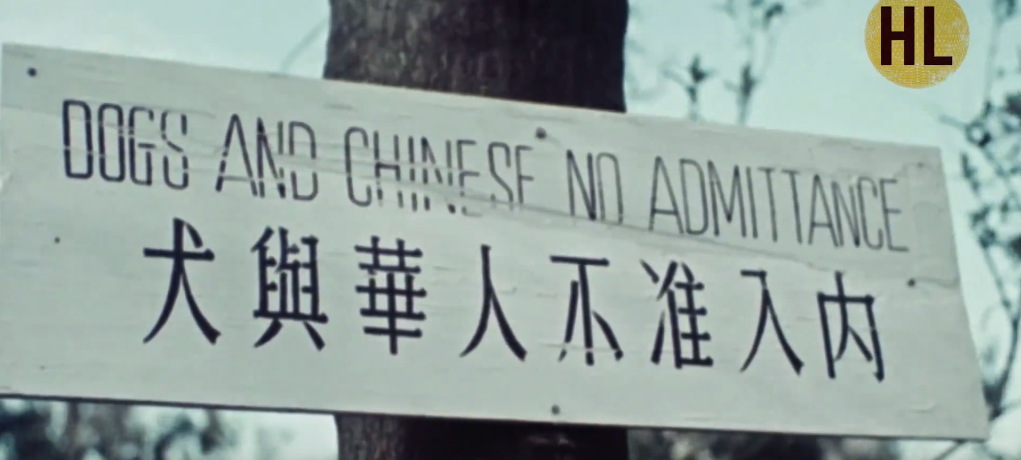
圖為苏联摄影师於上海戰役後在上海拍攝的纪录片《中国的重生》製造的道具

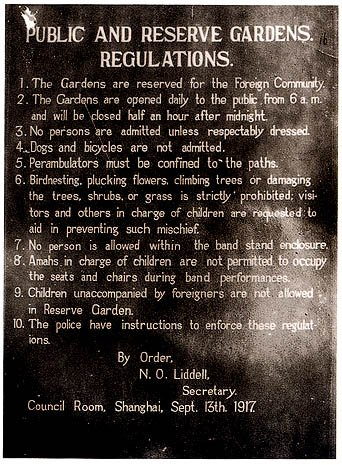
1917年黃浦公園注意事項，圖中第一項表明公園是保留給外國人 （使用）；第三項表明任何人均不准入內，除非衣著整齊；第四項表明狗與單車不准入內；第八項表明阿妈若在照顧孩子時，不允許她們在歌隊表演時佔用坐位；第十項表明任何兒童均不准入内，除非由成人陪同。

「華人與狗不得入內」為相傳上海租界黃浦公園門前的種族歧視性的牌子，為民國時代的外國駐華記者和商人所流傳。

## 目擊與記載
清末民初的中國文人、在華外國人的外語散文集裡，對此有不同細節的記載。
周作人日記記載，他1903年9月10日（農曆七月十九）坐船到達上海，9月11日（農曆七月二十）去十六浦途中經過公園，看到公園門懸一金字牌，大書「犬与華人不准入」七字，哀嘆自己作為華人竟然和狗同列。陳天華在其1903年的著作《猛回頭》提到「上海的西洋人，有一個花園上貼一張字：只有狗與支那人，不准進入！中國人當狗都當不得了！」他在《警世鐘》也提到類似情況。
陳立夫的回憶錄記載，他1911年在上海租界區的公園入口看到「狗與華人不得入內」的標示。
1923年蔡和森说他看到的是“华人与犬不得入内”八个字；1924年孙文在《中国内乱之原因》一文中说是“狗同中国人不许入”这八字；杨昌济于1913年写道：“上海西洋人公园门首榜云：华人不许入……又云犬不许入”；方志敏在其著作《可爱的中国》中记录牌子上写有“华人与狗不准进园”八个字，陈盂熙则指，“一到外滩，公园门口木牌子‘华人与狗不得入内’的字体赫然在目，真使我们感到莫大的侮辱”。陈岱孙、周而复、曹聚仁、苏步青、宋振庭等都说此牌确实存在。1972年的香港電影《精武門》根據此事，拍攝由李小龍飾演的角色陳真怒踢此門牌的經典畫面。

## 撤除與開放
《中華民國史事日誌》記載，上海公共租界公園於1928年6月1日撤除「狗與華人不准入內」木牌，此前的4月19日，租界納稅華人大會議決開放公園，後來6月18日上海法租界公園也開放。

## 爭議
在華外僑最早於1927年反駁這一傳說，1927年外國商人印製小冊子澄清事實，指斥所謂的「華人與狗不得進入」的牌子純屬捏造，以抹黑外國人，後來亦有資料顯示當時公園的規則中並無关于“华人”和“狗”的禁止事項（但有“这些公园供外国人使用”的管理条例），故近世有不少評論認為此为都市傳說，乃虛構抹黑，因沒有任何實際證據支持這種告示牌曾經存在。
1994年，薛理勇在《世纪》杂志发表《揭开“华人与狗不得入内”流传之谜》，文中称“华人与狗，不得入内”的故事“缺乏根据”，是“编造一个史实去哗众取宠”，並指出上海曾有博物館僞造一份「華人與狗，不得入內」的牌子。薛理勇等學者認為，本標語在公衆視線中出現的部分原因是為了激發民族主義情緒。薛理勇文章一出，激起全国很多批判文章與反駁文章，《世纪》被迫聲明「本刊未对史实严格核对即予发表，也有不可推卸的责任，我们感谢读者的诚意批评」並轉載多位反駁者的稿件。

## 衍生传说
1940年代的日文材料中有将华人与狗不得入内（犬と支那人入るべからず）告示记为“不知哪一国人在哈尔滨的公园所设立”的例子。:86